# バンガード堆
座標: 北緯7度31分 東経109度46分 / 北緯7.517度 東経109.767度
バンガード堆又はヴァンガード堆（たい）（英語：Vanguard Bank、ベトナム語：Bãi Tư Chính / 𣺽司政、中国語: 萬安灘））は、南沙諸島で最も西にある浅堆である。東経109度36分から109度57分、北緯7度28分から7度33分に位置する。ベトナム名は「バイ・トゥ・チン」。

## 領土主張を巡る動き
ベトナムが実効支配している。大陸棚の延長規定を根拠に、ベトナム、中華人民共和国及び台湾が固有の領土であると主張しているが、海洋法に関する国際連合条約（国連海洋法条約）上は領土にはならない。
中華人民共和国は、何世代にもわたって中国の漁民がバンガード堆を訪れてきたと主張している。
1992年、中華人民共和国は领海及毗连区法（領海及毘連区法:領海および隣接区法）を通して、米国のクレストン社（Crestone Energy Co．）に万安北-21（WAB-21）と呼ばれるこの区域で石油の探査を行う権限を与えた。
1994年に中国が複数の船舶を送りこの区域の調査を試みた際には、ベトナムは海軍の艦船を派遣した。一方、その後、ベトナムが石油掘削装置を搬入した際には、中国が海上封鎖を行い、ベトナム及び中国の両国ともにこの区域で石油の採掘には至っていない。
台湾行政院は1999年2月10日に「中華民國領海及鄰接區法」（中華民国領海および隣接区法）第4条と第14条に基づき、台八十八內字第06161號令で「中華民國第一批領海基線、領海及鄰接區外界線」を公布し、台湾本島及び附属島嶼、東沙諸島、中沙諸島及び南沙諸島の4区域を範囲に含め、バンガード灘を中華民国の最西端とした。
2011年6月、漁政2隻に支援された中国漁船が、バンガード礁周辺で作業していたベトナム資源探査船の作業を妨害しケーブルを切断しようと試みたが、ケーブルを巻き込んで立ち往生する事件が発生した。